# Eberhard Geisler
Eberhard Geisler (Bad Homburg, Alemanya, 1950) és un romanista alemany. Va començar a cursar estudis de Filologia romànica i germànica l'any 1969 a Frankfurt, passà el curs de 1971/72 a la Universidad Complutense de Madrid i obtingué la llicenciatura l'any 1974 a Hamburg. Doctorat amb una tesi sobre el tema dels diners a l'obra de Francisco de Quevedo (Gotinga, 1978).
Professor ajudant a l'Institut de Literatura General i Comparada de la Freie Universität Berlin-Oest (1981-1986) i al Seminari de Romàniques de la Universität Erlangen-Nürnberg (1987/88).
A part de treballs sobre literatura castellana, hispanoamericana, francesa i alemanya, publica sobre J.V. Foix, Josep Pla, Joan Sales i Baltasar Porcel. Tradueix a l'alemany un llibre d'assaigs d'Antoni Tàpies. El 1990 obté el Premi Nacional de la Literatura Catalana per l'antologia i traducció de textos poètics de J.V.Foix. El 1991 presenta la tesi d'habilitació sobre l'obra d'Henri Michaux. Des de l'any 1995 és catedràtic de Literatures Iberoromàniques al Seminari de Romàniques de la Johannes Gutenberg-Universität de Mainz.
L'any 2007 es publica la seva traducció del Quadern gris de Josep Pla (tria de Josep Maria Castellet).